# De Rue Montorgueil in Parijs. Feestdag op 30 juni 1878
De Rue Montorgueil in Parijs. Feestdag op 30 juni 1878 (Frans: La rue Montorgueil, à Paris. Fête du 30 juin 1878) is de titel van een schilderij van Claude Monet. Hij schilderde het op 30 juni 1878 ter ere van de nationale feestdag. Sinds 1982 maakt het deel uit van de collectie van het Musée d'Orsay in Parijs.

## Voorstelling
De Frans-Duitse Oorlog van 1870-71 had Frankrijk in wanorde achtergelaten. Pas enkele jaren later kwam het land in rustiger vaarwater. De wereldtentoonstelling van 1878 in Parijs was een uitgelezen mogelijkheid om het herstel aan de wereld te tonen. Om het nationale bewustzijn te versterken en de steun voor de republiek te vergroten, besloot de Franse regering 30 juni 1878 tot nationale feestdag uit te roepen. Op deze dag heerste er in Parijs een uitgelaten en feestelijke stemming met festiviteiten tot diep in de nacht. Pas twee jaar later werd deze dag verschoven naar de bekende datum 14 juli.
In 1878 was Monet weer neergestreken in Parijs na een lang verblijf in Argenteuil. In maart van dat jaar werd zijn zoon Michel er geboren. Terwijl zijn gezin gebukt ging onder geldzorgen en de gezondheid van zijn vrouw Camille achteruit ging, trok Monet de stad in om een aantal stadslandschappen te schilderen.

J'aimais les drapeaux. La première fête nationale du 30 juin, je me promenais rue Montorgueil avec mes instruments de travail; la rue était très pavoisée avec un monde fou. J'avise un balcon, je monte et demande la permission de peindre, elle m'est accordée.

(Ik vond de vlaggen mooi. Op de eerste nationale feestdag op juni wandelde ik door de Rue Montorgueil met mijn schilderspullen; de straat was met enorm veel vlaggen versierd. Ik krijg een balkon in het oog, ik ga naar boven en vraag toestemming om er te schilderen, die me gegeven wordt.)
— Claude Monet

Op De Rue Montorgueil in Parijs valt in de eerste plaats de vlaggenzee op, een aanhankelijkheidsbetuiging aan de jonge republiek. Net als de feestvierders zijn deze vlaggen met maar enkele penseelstreken weergegeven. Vanuit een hoog gezichtspunt wordt de blik van de toeschouwer naar beneden gericht, naar de krioelende menigte op straat. Door het formaat van het schilderij krijgen de smalle straat en de hoge huizen extra nadruk. Monet toonde zich met dit schilderij een chroniqueur van het moderne leven in de Franse hoofdstad.
Monet schilderde nog een doek die dag, De Rue Saint-Denis, feestdag op 30 juni 1878, dat zich tegenwoordig in het Musée des beaux-arts van Rouen bevindt. Hij exposeerde beide werken op de vierde tentoonstelling van de impressionisten in 1879. Ook Édouard Manet legde de feestdag op een aantal schilderijen vast, waarvan De Rue Mosnier met vlaggen het bekendst is.

## Herkomst
- 11 juli 1878: Monet verkoopt het schilderij aan de kunstverzamelaar Georges de Bellio.
- In bezit van de dochter van Georges de Bellio en haar echtgenoot dhr. Donop de Monchy.
- In bezit van Alexandre Berthier, vierde prins van Wagram in Parijs.
- Tot 1922: in bezit van de toneelschrijver Alfred Savoir, Parijs.
- In bezit van Alfred Lindon, Parijs.
- Het schilderij komt in een privécollectie.
- 1982: nagelaten aan het Musée d'Orsay.

## Afbeeldingen

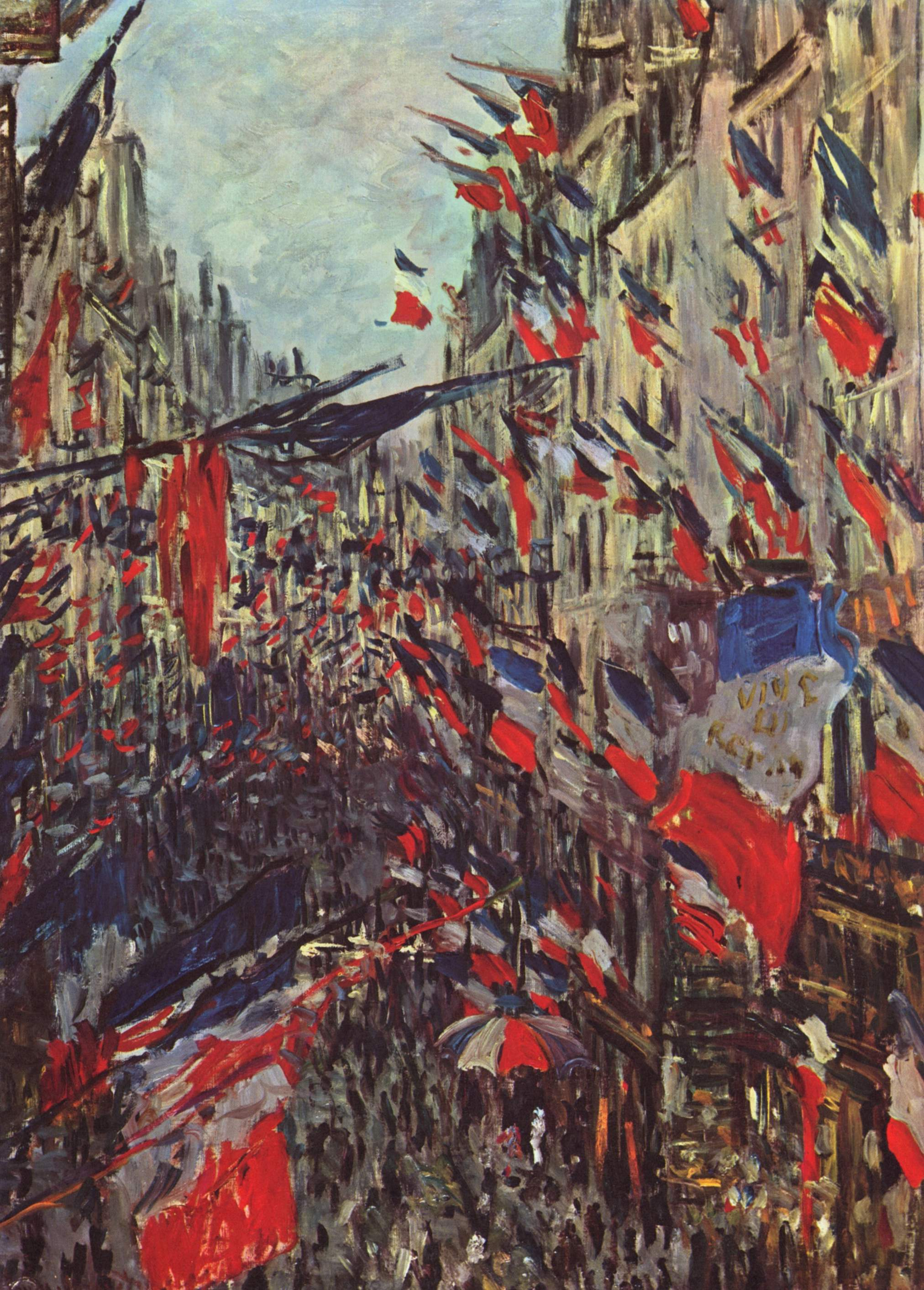
De Rue Saint-Denis, feestdag op 30 juni 1878 (1878)
De Rue Mosnier met vlaggen - Édouard Manet